# Třída V 170
Třída V 170 byla třída torpédoborců německé Kaiserliche Marine z období první světové války. Celkem byla plánována stavba šestnácti jednotek této třídy. Do konce války nebyl dokončen ani jeden. Všechny byly sešrotovány.

## Stavba
Celkem byla plánována stavba šestnácti torpédoborců této třídy. Patřily do programu pro rok 1917. Byly to první německé torpédoborce vybavené převodovými turbínami. V roce 1918 byly v loděnici AG Vulcan Stettin ve Štětíně založeny kýly prvních šesti jednotek (V 170 až V 175). Na konci války ještě nebyly v pokročilé fázi stavby a byly sešrotovány. Stavba torpédoborců V 176, V 177 a V 203 až V 210 byla zrušena před založením kýlu.

## Konstrukce
Hlavní výzbroj představovaly čtyři 105mm/42 kanóny Utof L/45 C/16 a šest 500mm torpédometů se zásobou osmi torpéd. Neseny byla dva jednohlavňové a dva dvojité torpédomety. Dále bylo neseno až čtyřicet námořních min. Pohonný systém tvořily tři kotle Marine a dvě sady převodových turbín AEG-Vulcan o výkonu 36 000 hp. Nejvyšší rychlost dosahovala 35 uzlů. Neseno bylo 330 tun topného oleje. Dosah byl 2000 námořních mil při rychlosti dvacet uzlů.